# Gallant Lady (1933)
Gallant Lady is een Amerikaanse dramafilm uit 1933 onder regie van Gregory La Cava. Destijds werd de film in Nederland uitgebracht onder de titel Met vuur gespeeld.

## Verhaal
Na de dood van haar minnaar blijft de zwangere Sally Wyndham alleen achter. Met pijn in het hart staat ze haar zoontje af voor adoptie. Later wordt ze een succesvol binnenhuisarchitecte, maar ze blijft ervan dromen om met haar kind te worden herenigd. Ze krijgt een tweede kans als de adoptiemoeder overlijdt. 

## Rolverdeling
| Acteur           | Personage           |
| ---------------- | ------------------- |
| Ann Harding      | Sally Wyndham       |
| Clive Brook      | Dan Pritchard       |
| Otto Kruger      | Philip Lawrence     |
| Tullio Carminati | Graaf Mario Carniri |
| Dickie Moore     | Deedy Lawrence      |
| Janet Beecher    | Maria Sherwood      |
| Betty Lawford    | Cynthia Haddon      |